# Eje Klien-Lindner

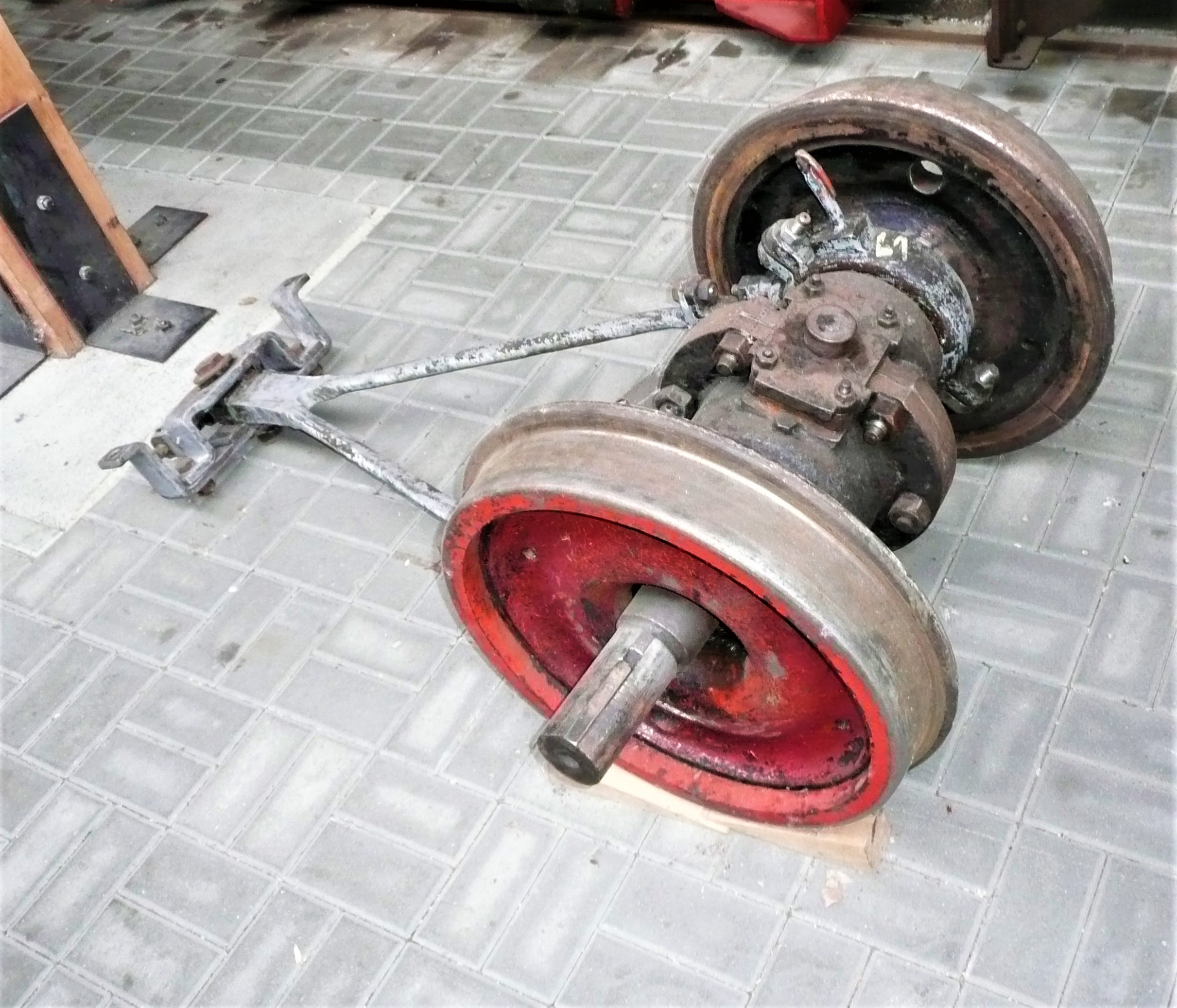
Eje Klien-Lindner

El eje Klien-Lindner (nombre original en alemán: Klien-Lindner-Hohlachse; eje hueco Klien-Lindner) es un tipo especial de eje de transmisión hueco utilizado en locomotoras de vapor que permite un mejor paso por curvas cerradas, debido a su capacidad de deslizarse transversalmente. Fue desarrollado por los ingenieros alemanes, Ewald Klien y Heinrich Lindner, de los Ferrocarriles Estatales Reales de Sajonia. 

## Características de diseño

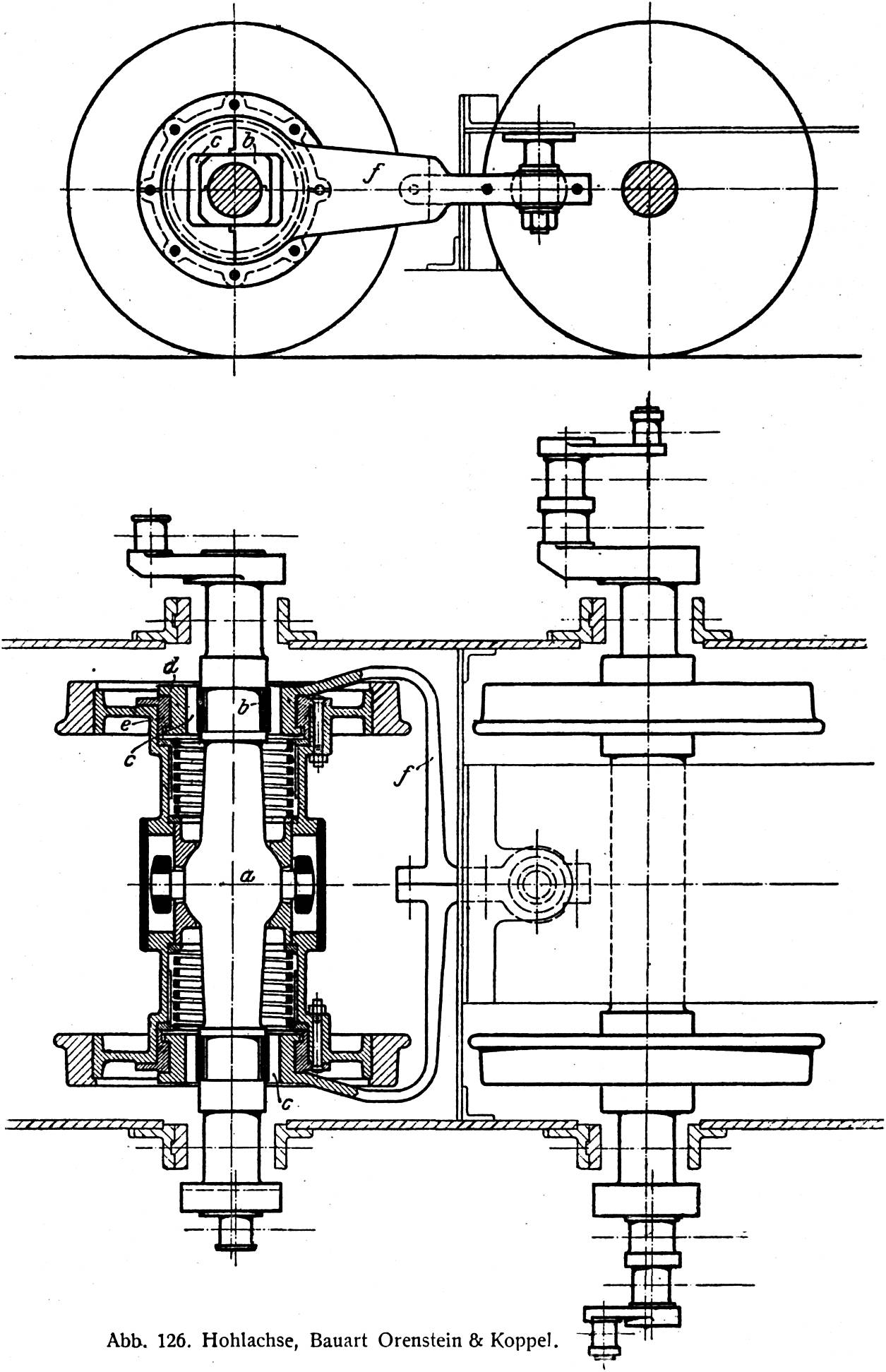
Plano de un eje Klie-Linder de diseño Orenstein & Koppel

El eje Klien-Lindner utiliza un eje doble o hueco, uno dentro del otro. Posee un eje hueco en el exterior, conectado en su centro por una articulación cardan a un eje motor fijo que lo atraviesa. La junta cardánica comprende dos elementos esféricos que están interconectados: uno sólido en el eje fijo y uno hueco en el eje exterior, formando 90° entre sí, que transfieren las fuerzas impulsoras del eje rígido al hueco. El esferoide hueco produce una especie de movimiento de enlace. De esta forma, el eje hueco puede ser girado por el eje fijo, y además, el enlace de conexión está conformado para que los ejes puedan deslizarse uno con respecto al otro paralelamente en una pequeña medida. El grado en que el eje hueco puede girar se establece mediante el diámetro externo del eje fijo y el diámetro interno del hueco. 
Este sistema se utiliza en locomotoras de vapor con bastidores exteriores fijos y ejes acoplados. Por lo general, las ruedas de accionamiento convencional se sitúan en el centro de la locomotora, y los ejes Klien-Lindner por delante y por detrás. De esta manera, las ruedas, que se fijan a los ejes huecos, son 'dirigidas' por ejes que pivotan sobre el bastidor cuando la locomotora está en curva. Las barras de acoplamiento de las ruedas motrices convencionales situadas en el centro, actúan sobre las bielas de los ejes internos fijados al cuadro. 
A pesar de su diseño relativamente simple, los ejes Klien-Lindner no fueron ampliamente utilizados. Los descarrilamientos eran comunes cuando se usaban como ejes delanteros. A menudo causaban un funcionamiento desigual como resultado de las fuerzas de resistencia que surgen en este tipo de juntas cardánicas, y su mantenimiento era costoso, algo que no se veía compensado por el menor desgaste de las pestañas de las ruedas y de los carriles.

## Ejemplos

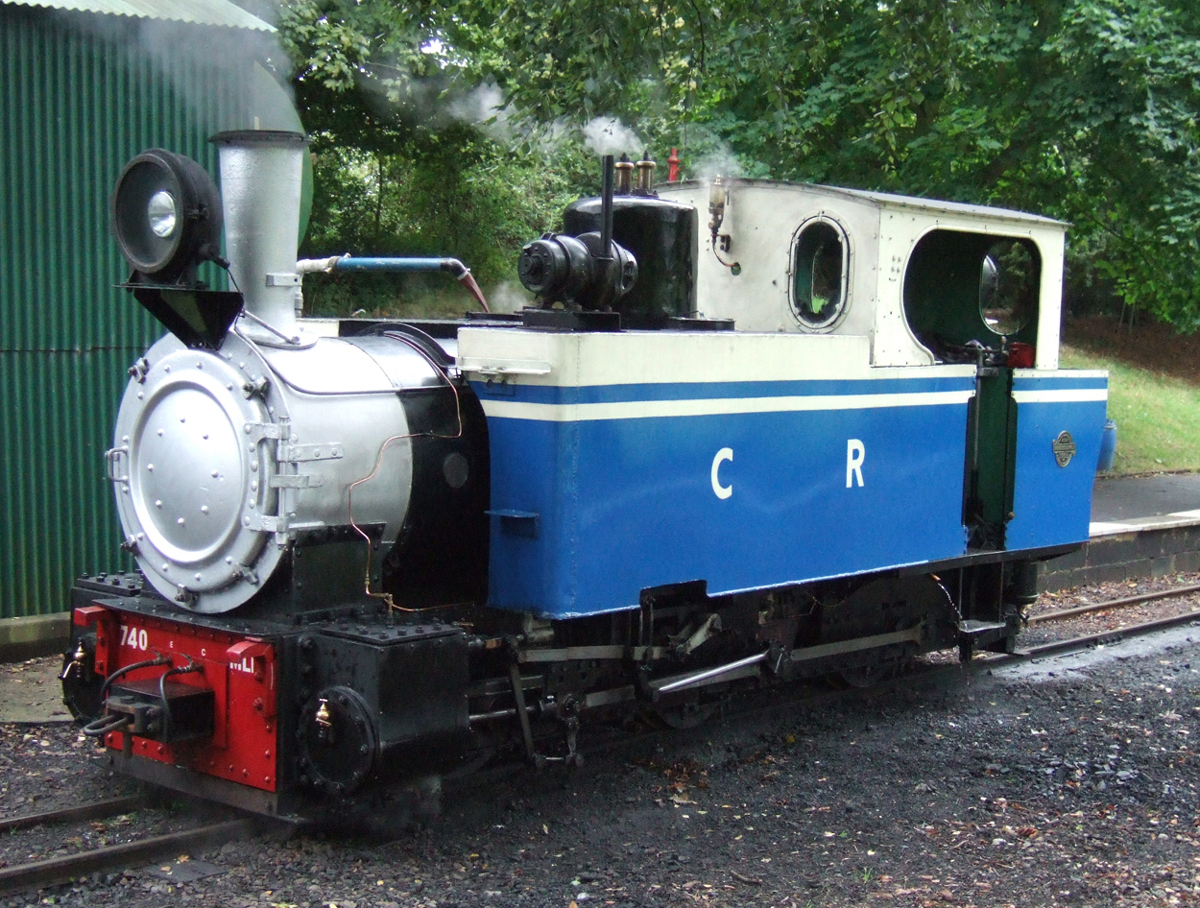
Locomotora O&K No. 740 en la estación de Pages Park del Ferrocarril de vía estrecha de Leighton Buzzard

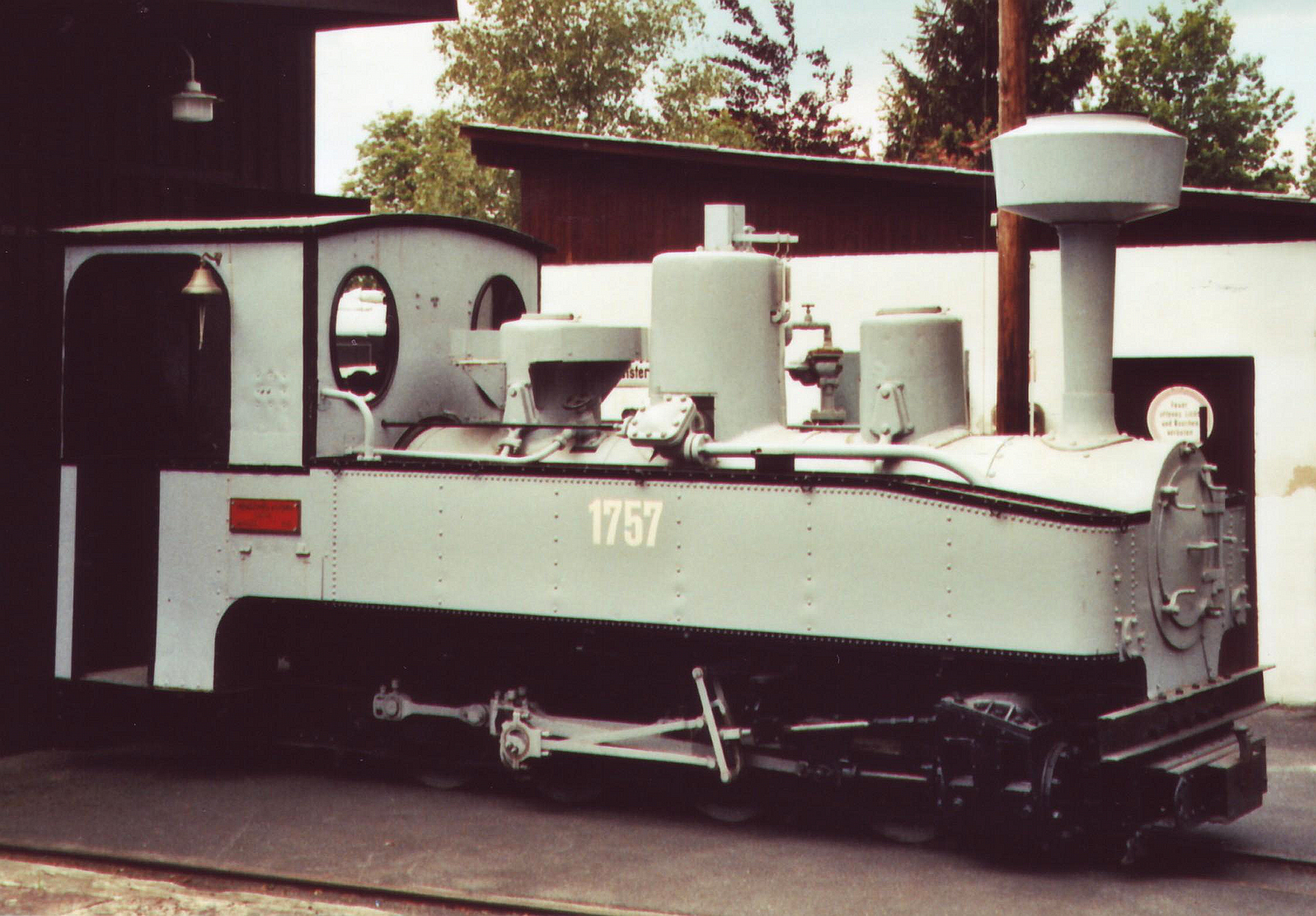
Locomotora 0-8-0T Brigadelok conservada en el Museo Alemán de Locomotoras de Vapor

Se encargaron varias locomotoras de este tipo para el Ferrocarril de Matheran Hill en la India, con curvas muy cerradas de radio 18,25 metros (59,88 pies), recorridas a una velocidad de 8 kilómetros por hora (5 mph). El ingeniero consultor Everard Calthrop diseñó una máquina 0-6-0T con ejes acoplados articulados Klien-Lindner para proporcionar una distancia entre ejes flexible, y cuatro fueron suministrados por Orenstein & Koppel. Las locomotoras a vapor con eje Klien-Lindner todavía se usan ampliamente para ferrocarriles de caña de azúcar de vía estrecha en Java, Indonesia.
Locomotoras con ejes huecos Klien-Lindner (selección): 
- Saxon IK
- Saxon VK
- Saxon XV HTV
- Saxon IX V
- Prusiana T 37
- BBÖ Kh

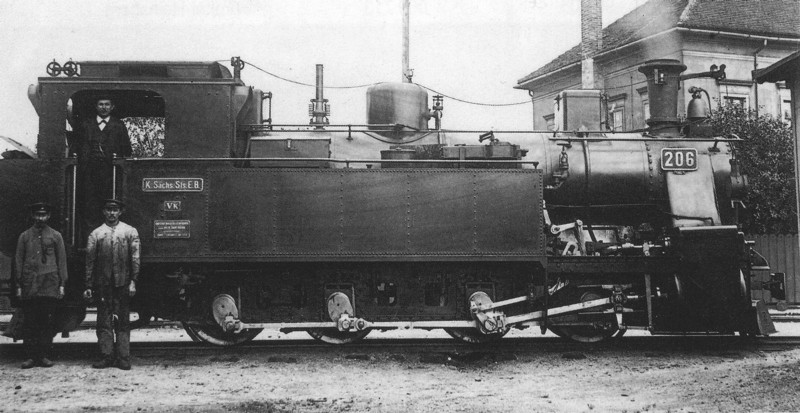
Saxon VK

- GLÜCKAUF y TRUSETAL de la Trusebahn
- Nos. 1 a 3 del ramal Rosenberg-Korytnica
- Locomotora de campo militar HF 210 E
- DR Clase 99.331 (Brigadelok)